# Мудрак Олег Васильович
Оле́г Васи́льович Мудра́к  (нар. 20 серпня 1987, Київ — пом. 21 лютого 2023, Україна) — майор, командир 1-го батальйону окремого загону спеціального призначення «Азов» Національної гвардії України, учасник російсько-української війни, що відзначився під час російського вторгнення в Україну 2014—2023 років. Позивний «Сухарь».

## Життєпис
Народився 20 серпня 1987 року. З 1994 по 2004 рік навчався в «Спеціалізованій школі № 193 з поглибленим вивченням української мови і літератури» Подільського району міста Києва.
Брав участь у війні на Сході України з 2014 року. Був командиром 1-го батальйону окремого загону спецпризначення НГУ «Азов» НГУ. Широкинська операція, бої на Світлодарській дузі, бої за Дебальцеве. Після повномасштабного вторгнення РФ до України з побратимами брав участь у обороні Маріуполя, тримав оборону на заводі «Азовсталь».
У травні 2022 року разом із співслуживцями вийшов у «почесний полон» до росіян, пережив 29 липня 2022 року російський теракт у Оленівці на території виправної колонії № 120. Повернувся з полону під час великого обміну 21 вересня 2022 року, дуже виснаженим.
Серце Олега зупинилось вранці 21 лютого 2023 року через наслідки полону та катувань на 36-му році життя.
Чин прощання відбувся увечері 25 лютого 2023 року в Києві на одній з баз полку за присутності побратимів комбата. Тіло Олега Мудрака кремували у Києві в неділю 26 лютого 2023 року. Його прах був розвіяний побратимами над Дніпром (меморіал знаходиться на Лук'янівському військовому кладовищі в Києві).

## Нагороди
- Орден «Богдана Хмельницького» III ступеня (2022) — за особисту мужність і самовіддані дії, виявлені у захисті державного суверенітету та територіальної цілісності України, вірність військовій присязі.
- Медаль «Захиснику Вітчизни» (2015) — за особисту мужність і високий професіоналізм, виявлені у захисті державного суверенітету та територіальної цілісності України, вірність військовій присязі(Указ Президента України від 10 червня 2015 року № 324/2015 «Про відзначення державними нагородами України»)
- Подяка МВС (Наказ МВС від 10.04.2015 № 665 о/с)
- Пам'ятний знак «Захиснику Маріуполя» (Наказ МВС від 25.11.2015 № 2496 о/с)
- Відзнака Президента України «За участь в АТО» (Указ Президента України від 17.02.2016 № 53)
- Нагрудний знак «За доблесну службу» (Наказ КНГУ від 10.06.2021 № 240)
- Орден «За оборону країни»
- Медаль «захиснику Маріуполя»
- Медаль «За доблесну службу»
- Почесну відзнаку «За оборону Маріуполя»
- Нагрудний знак «За відзнаку в службі»
- «За Широкинську операцію»

- Відзнака полку Азов

- Відзнака «Козацький хрест» 3 ступеня та 2 ступеня

## Вшанування пам'яті

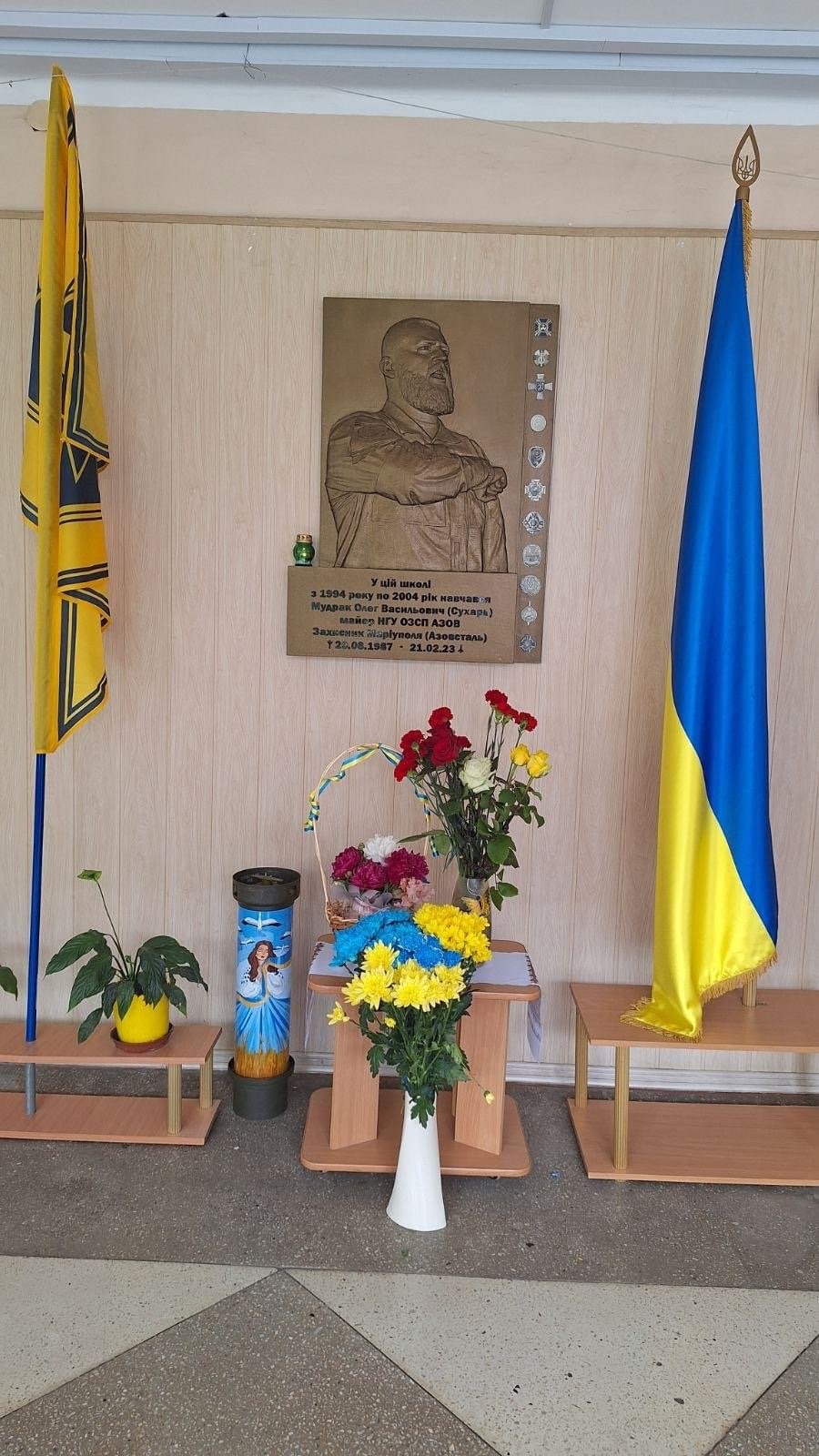
Меморіальна дошка Олегу Мудраку

- 28 травня 2024 року відбулося урочисте відкриття меморіальної дошки Олегу Мудраку в загальноосвітньому навчальному закладі I—III ступенів «Спеціалізована школа № 193 з поглибленим вивченням української мови і літератури» Подільського району (вулиця Світлицького, 22-а).

- 13 червня 2024 року Спеціалізованій школі № 193 присвоєно ім'я Олега Мудрака[11] (нині — Ліцей № 193 імені Олега Мудрака[12]).

- 29 серпня 2024 року Київська міська рада перейменувала вулицю Генерала Наумова у Святошинському районі на вулицю Олега Мудрака.[13]